# Champfleury, Marne

Champfleury este o comună în departamentul Marne, Franța. În 2009 avea o populație de 537 de locuitori.